# Norrviken (stacja kolejowa)
Norrviken – stacja kolejowa w dzielnicy mieszkalnej Norrviken, Gminie Sollentuna, w regionie Sztokholm, w Szwecji. Znajduje się na Ostkustbanan, 16,9 km od Dworca Centralnego w Sztokholmie i jest obsługiwana przez pociągi Stockholms pendeltåg. Posiada jeden peron wyspowy oraz halę biletową na południowym krańcu i przejściem podziemnym. Stacja obsługuje dziennie około 1 700 pasażerów (2012).

## Historia
Stacja została wybudowana jako przystanek podmiejski na ówczesnej Norra stambanan (obecnie część Ostkustbanan), po porozumieniu między SJ i AB Norrvikens Villastad i został oddany do użytku w dniu 1 maja 1907 roku. Budynek dworca z czerwonej cegły wybudowano w 1955 roku i rozebrano go w 1993 roku w trakcie rozbudowy linii do czterech torów.

## Galeria

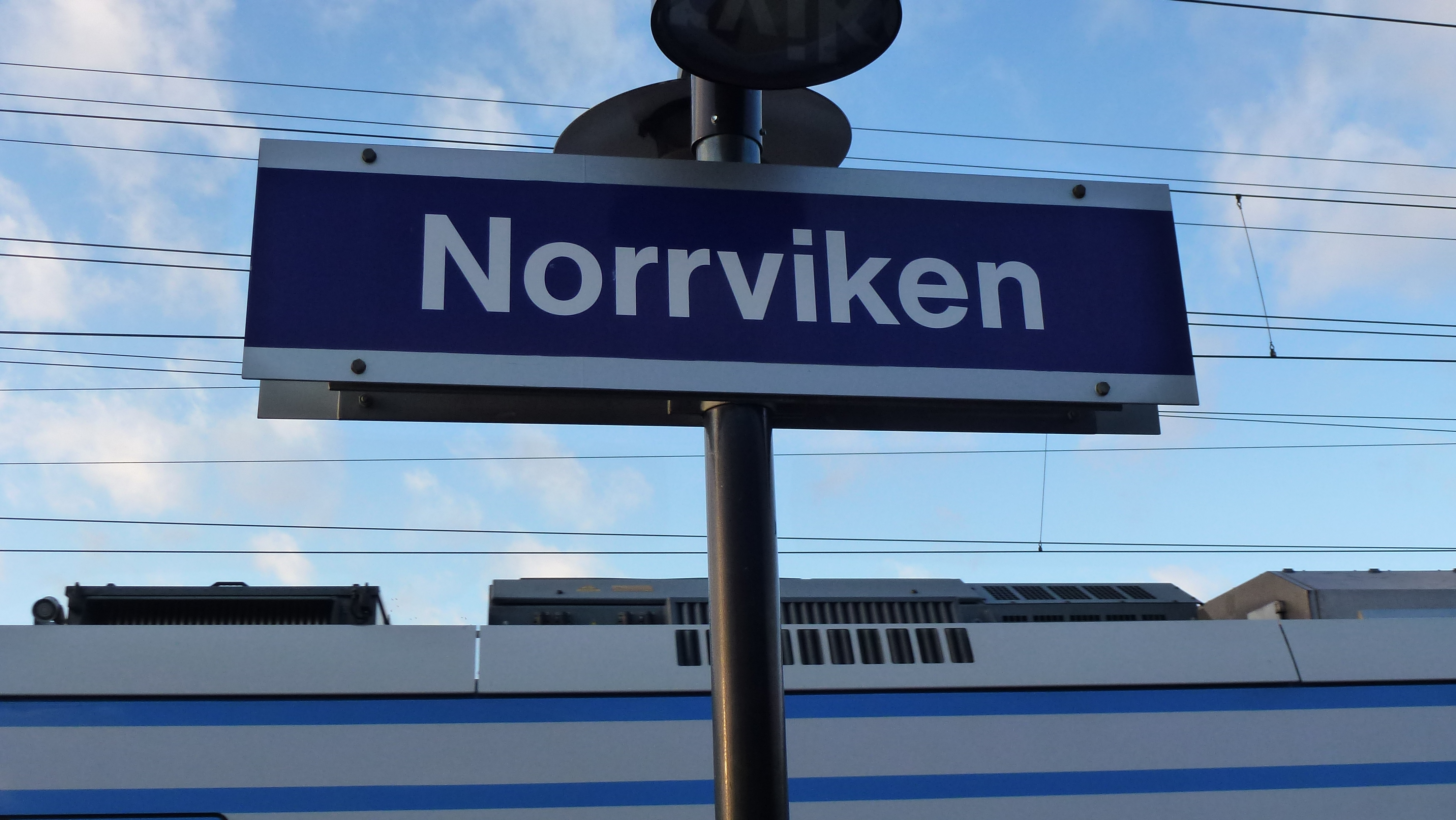
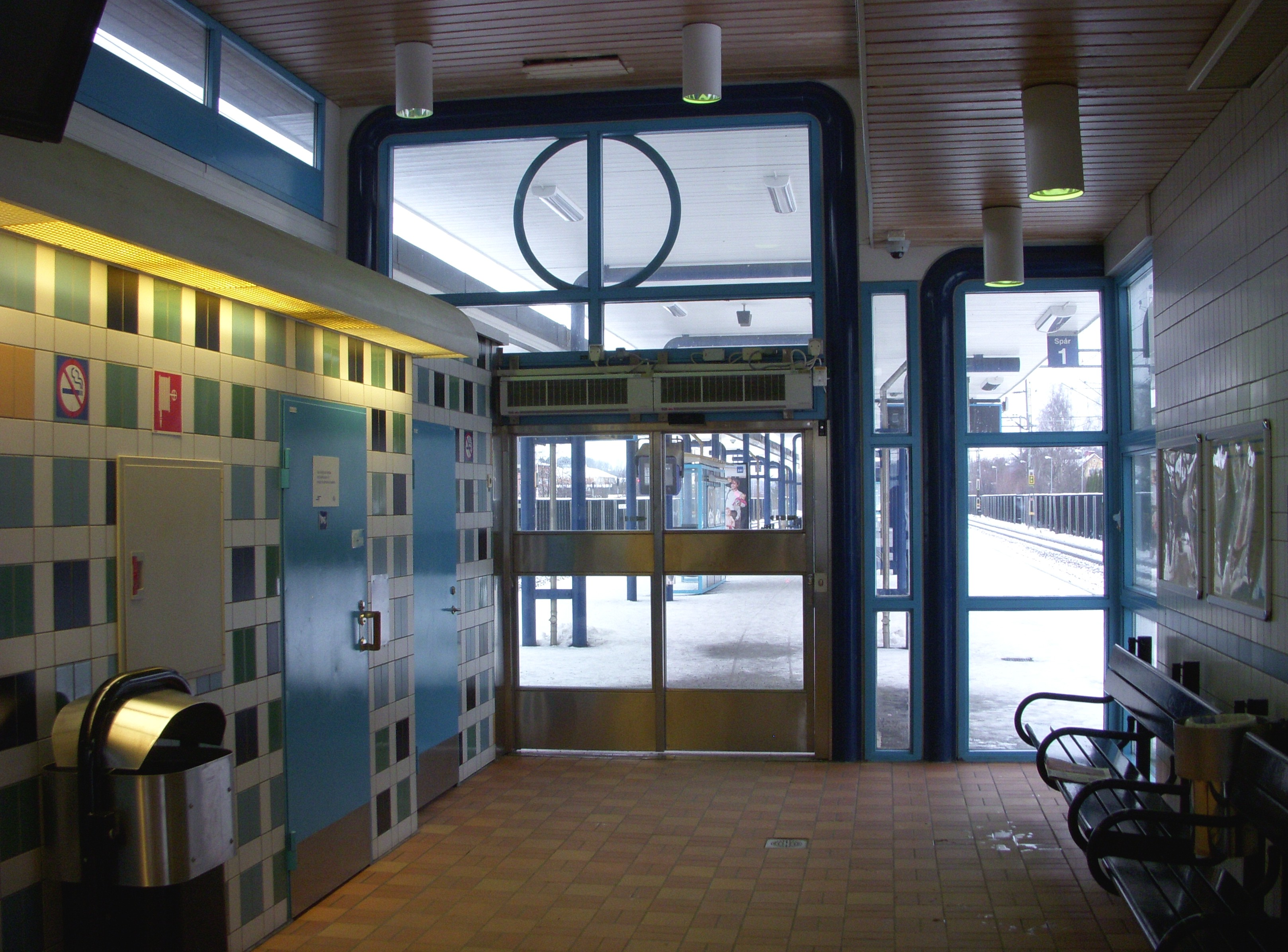
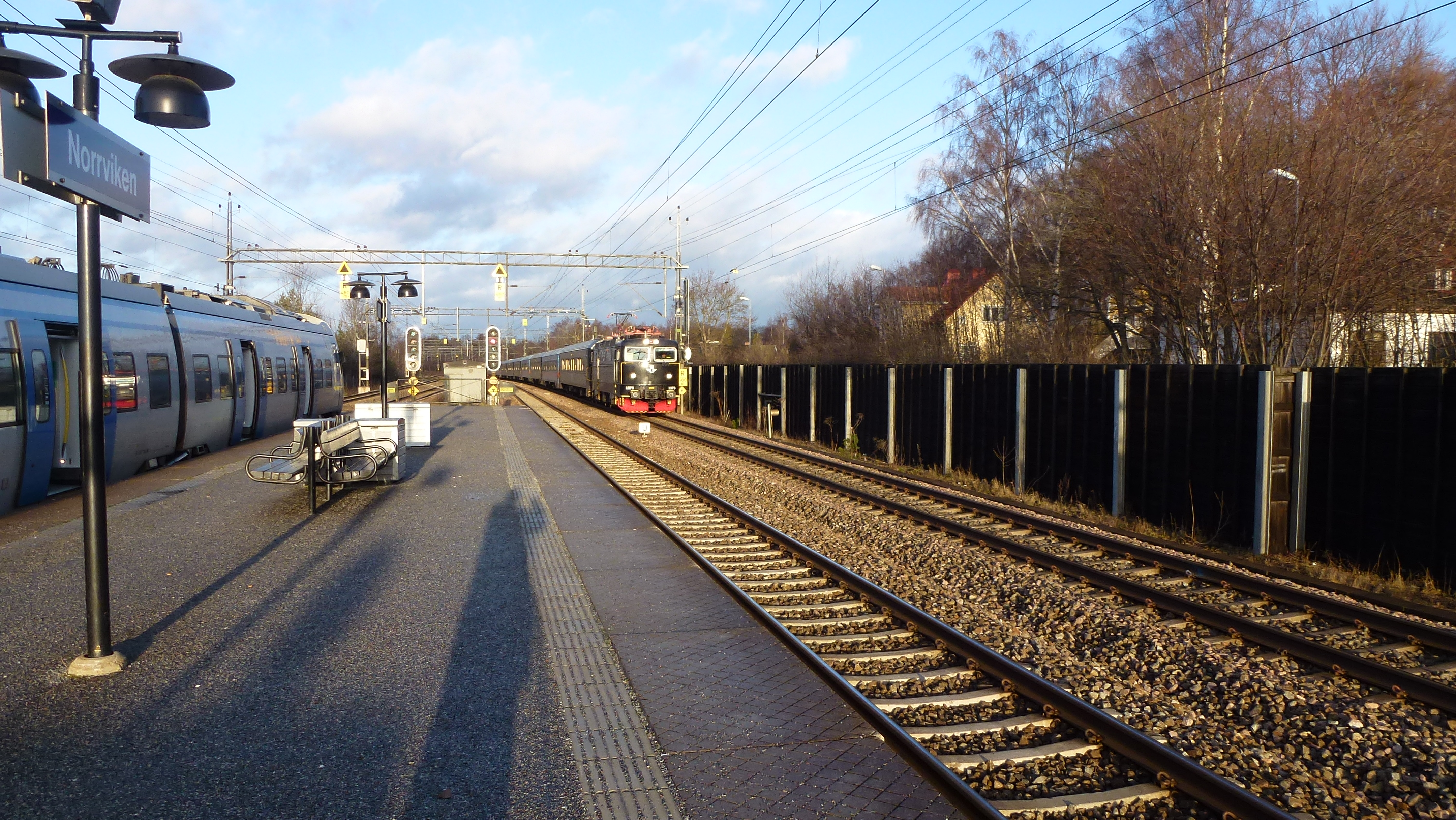
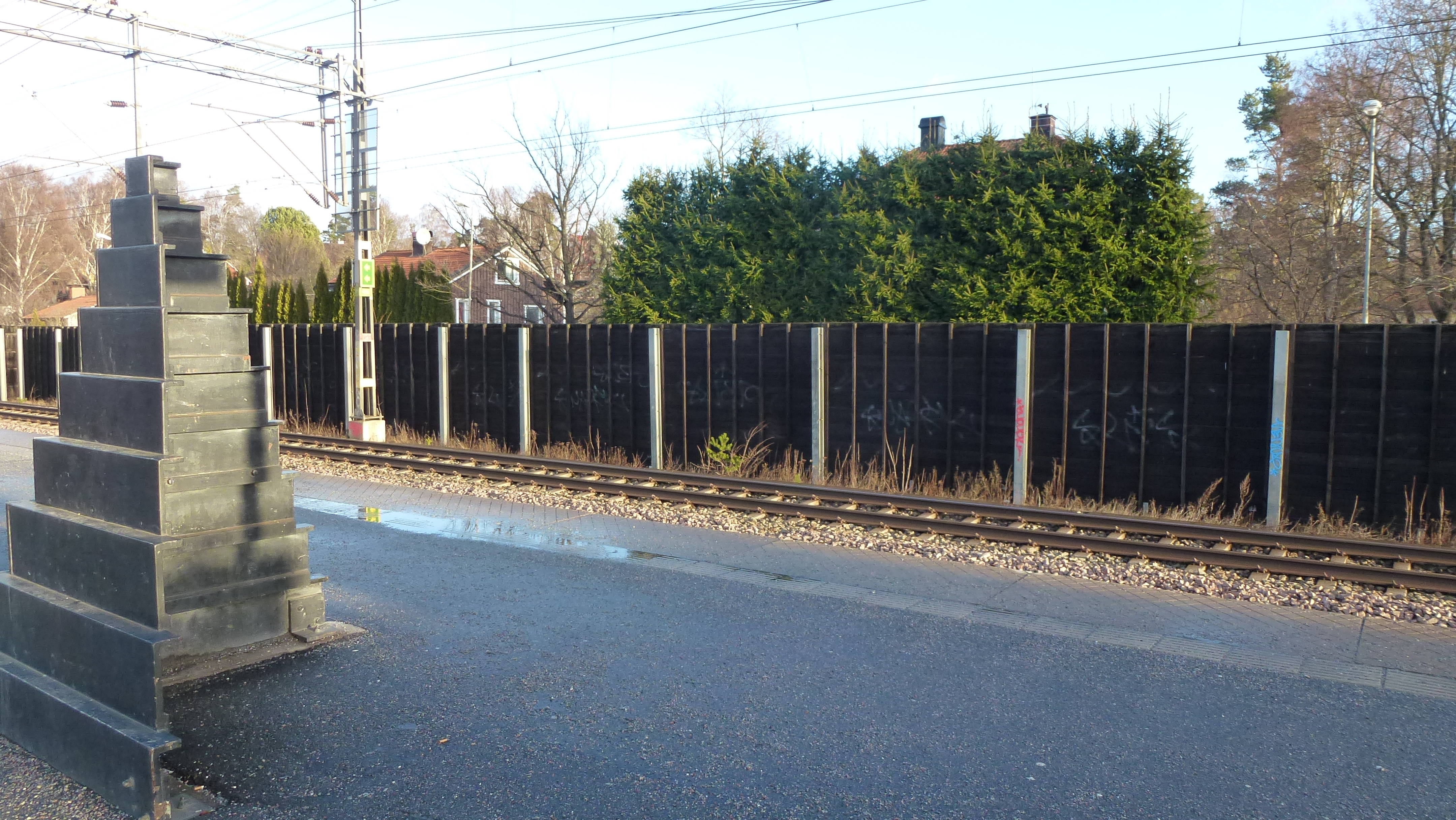
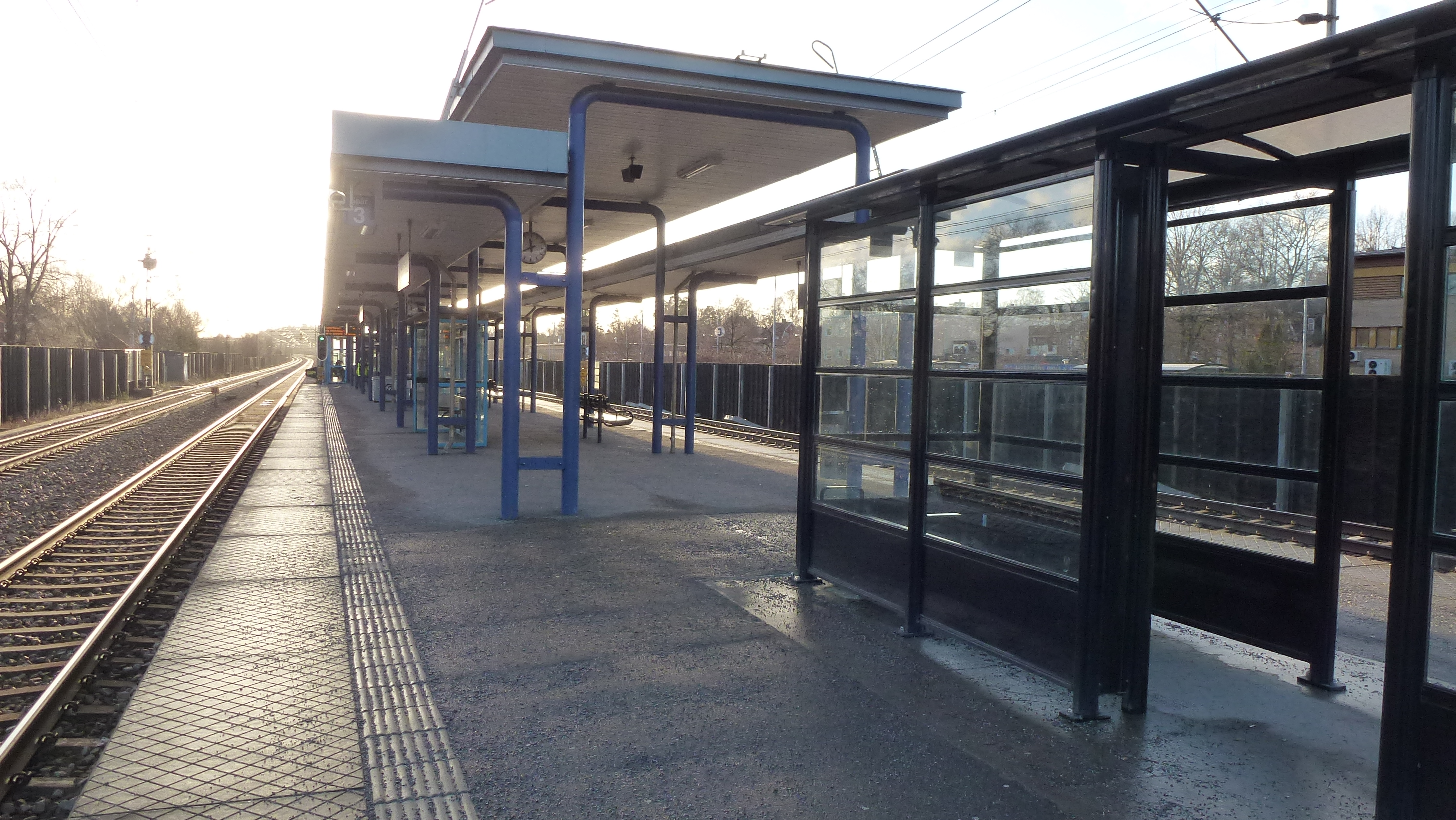
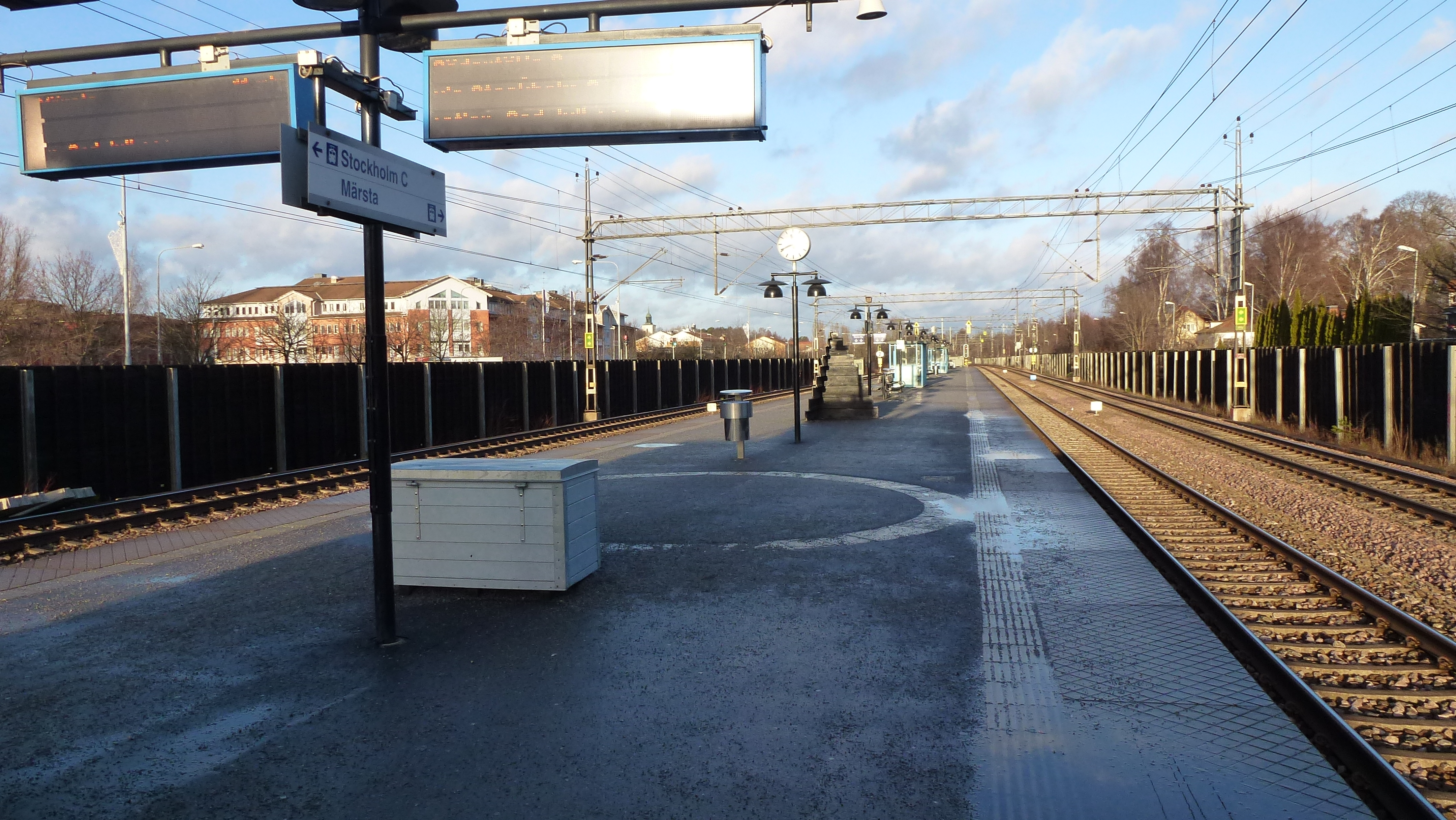
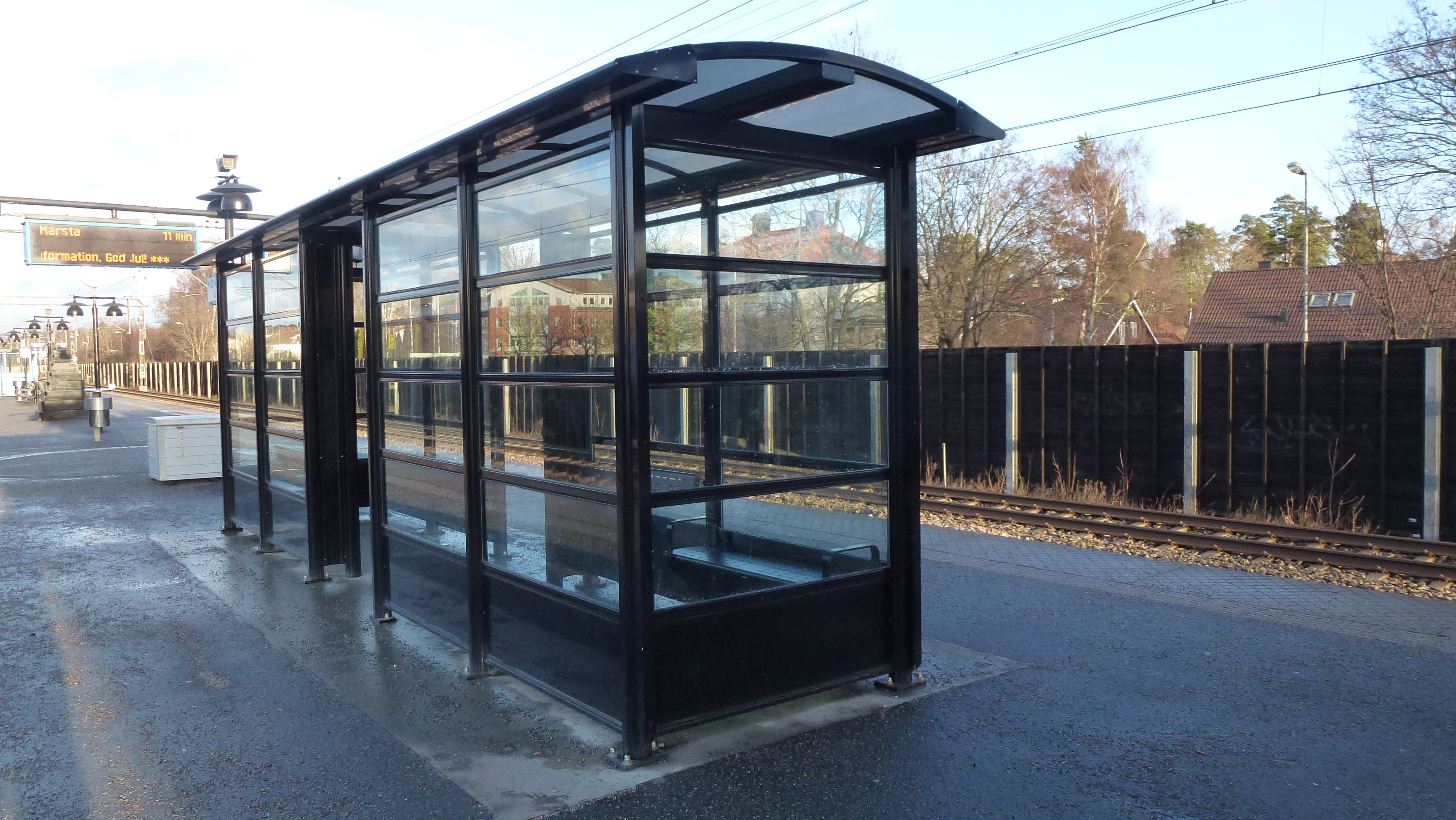
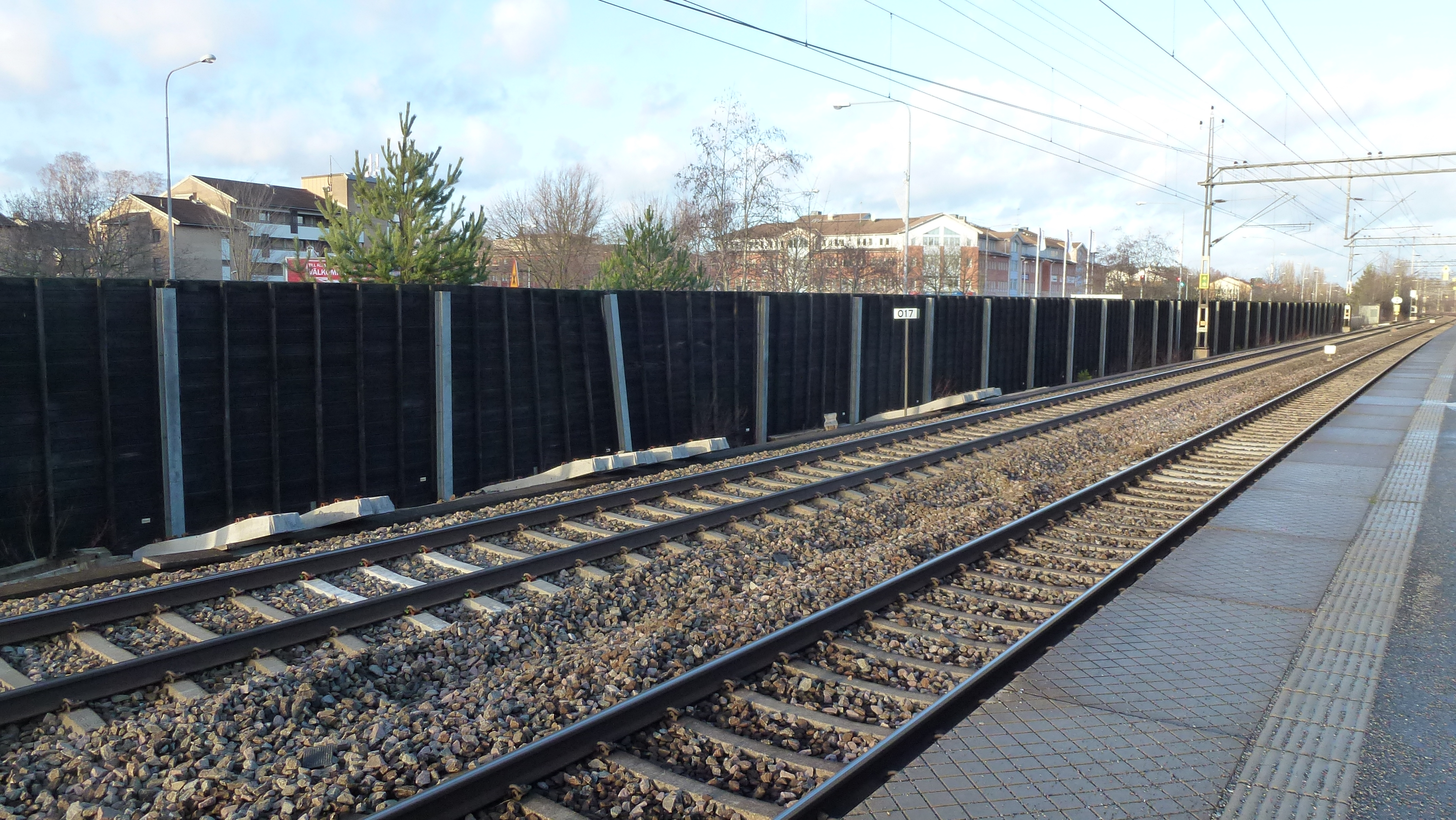
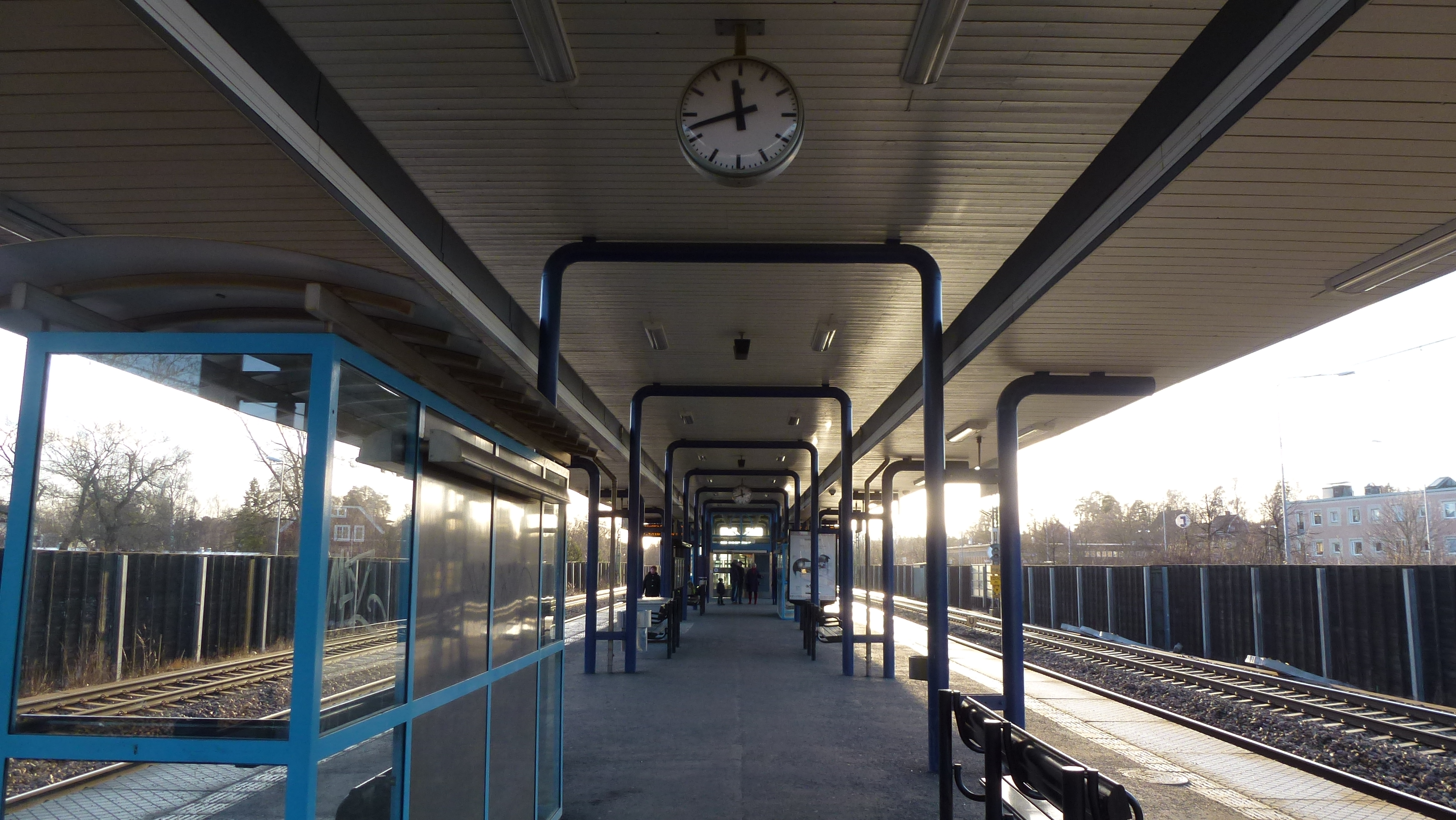
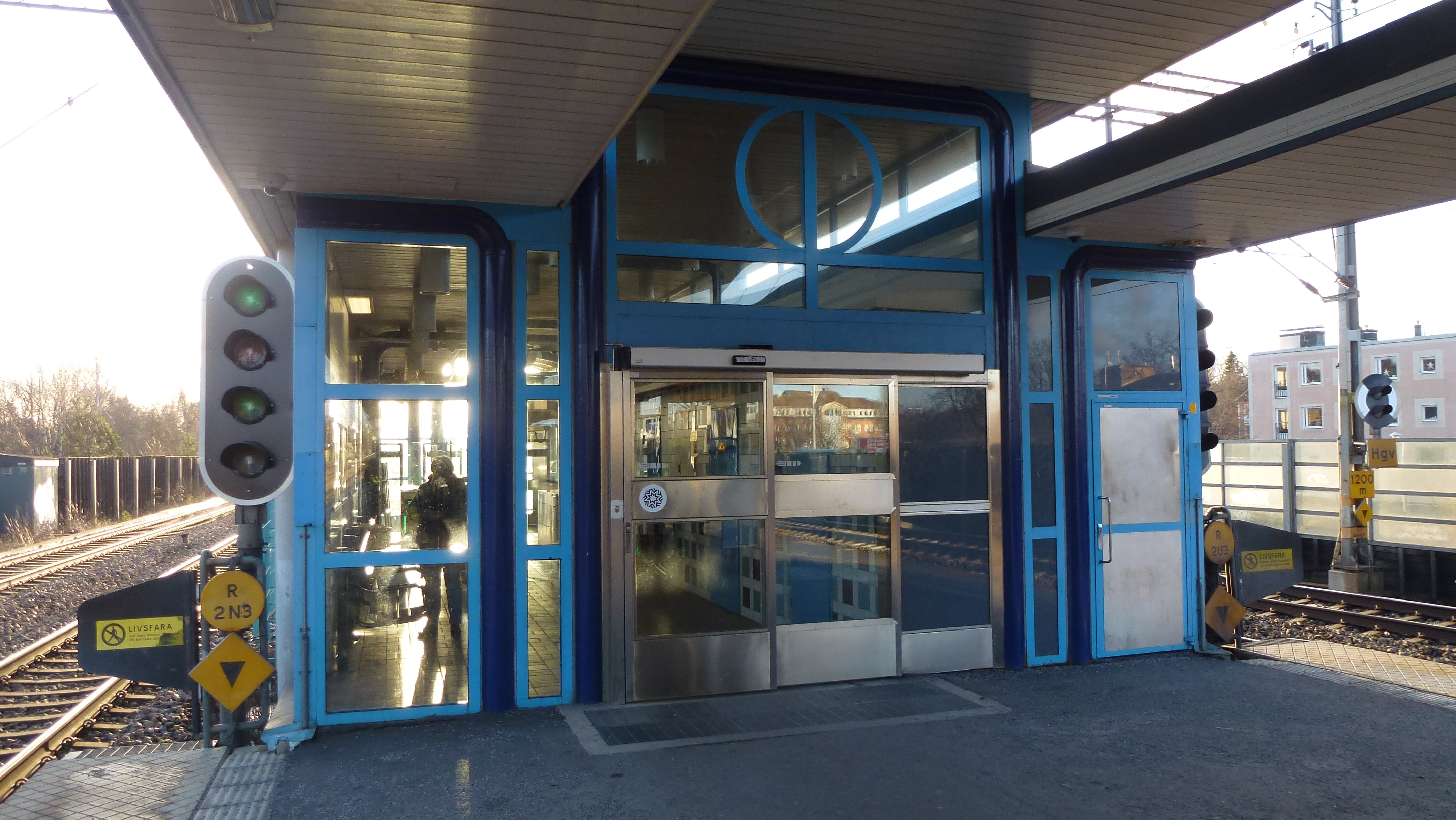
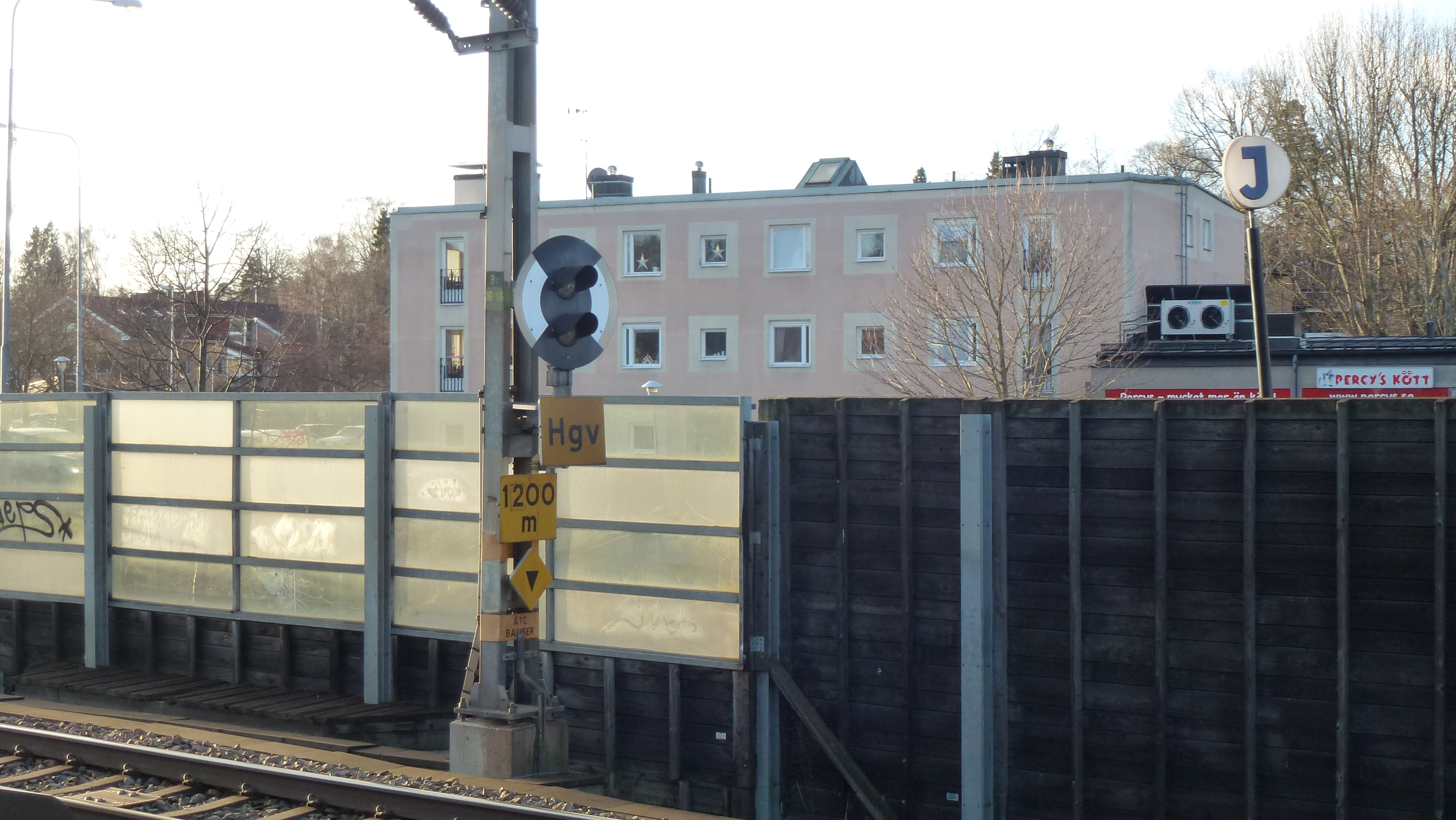
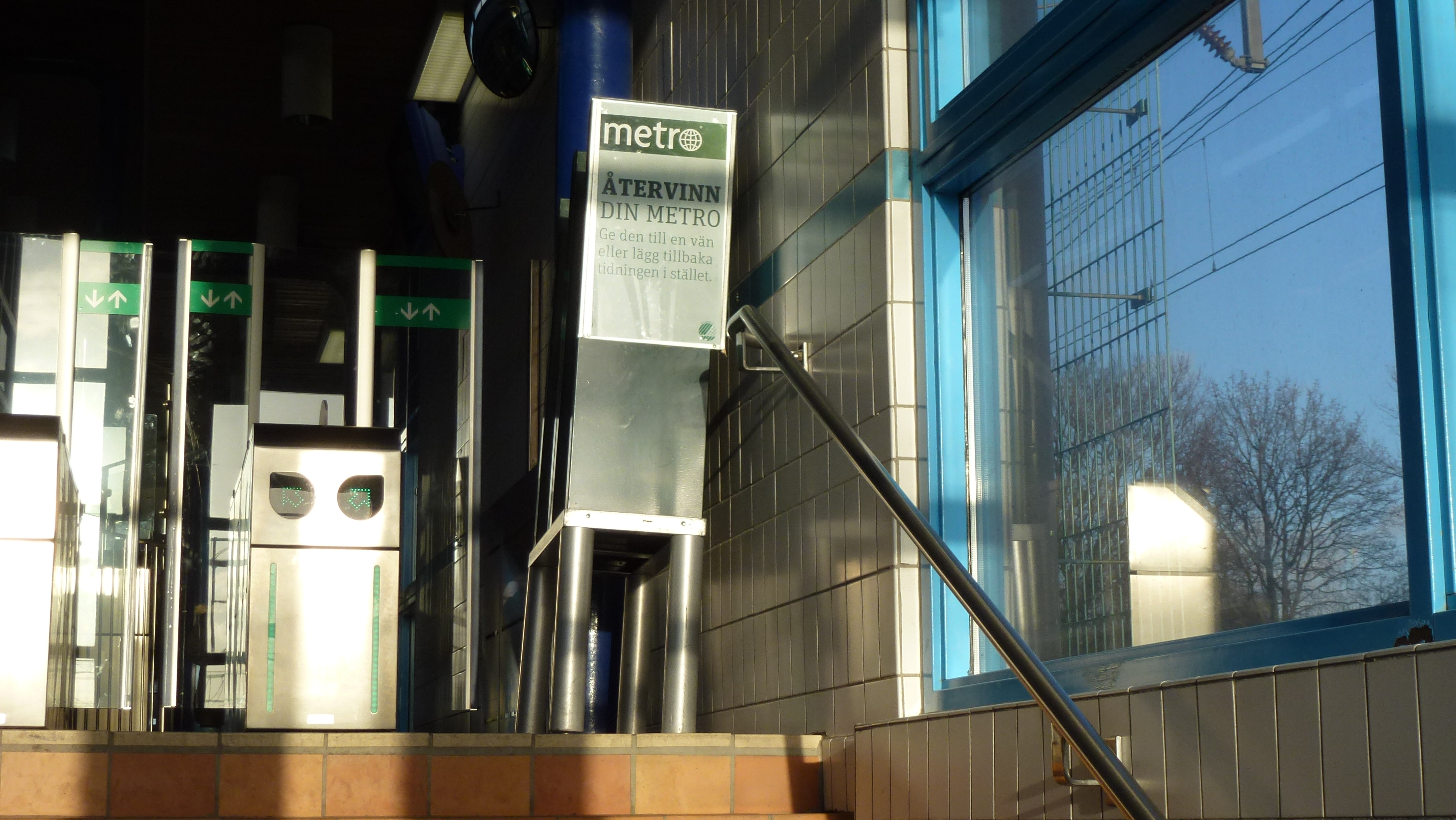
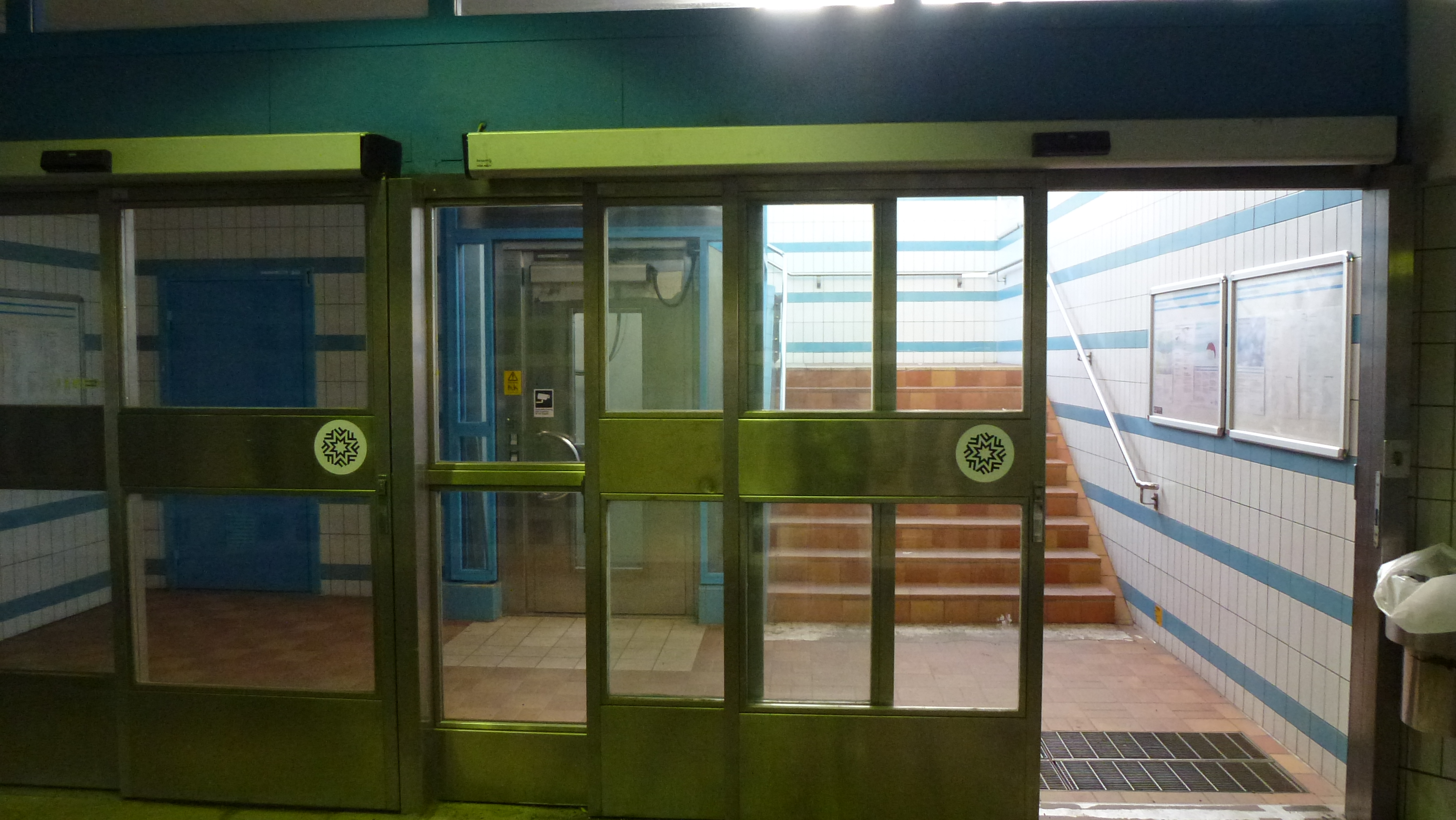
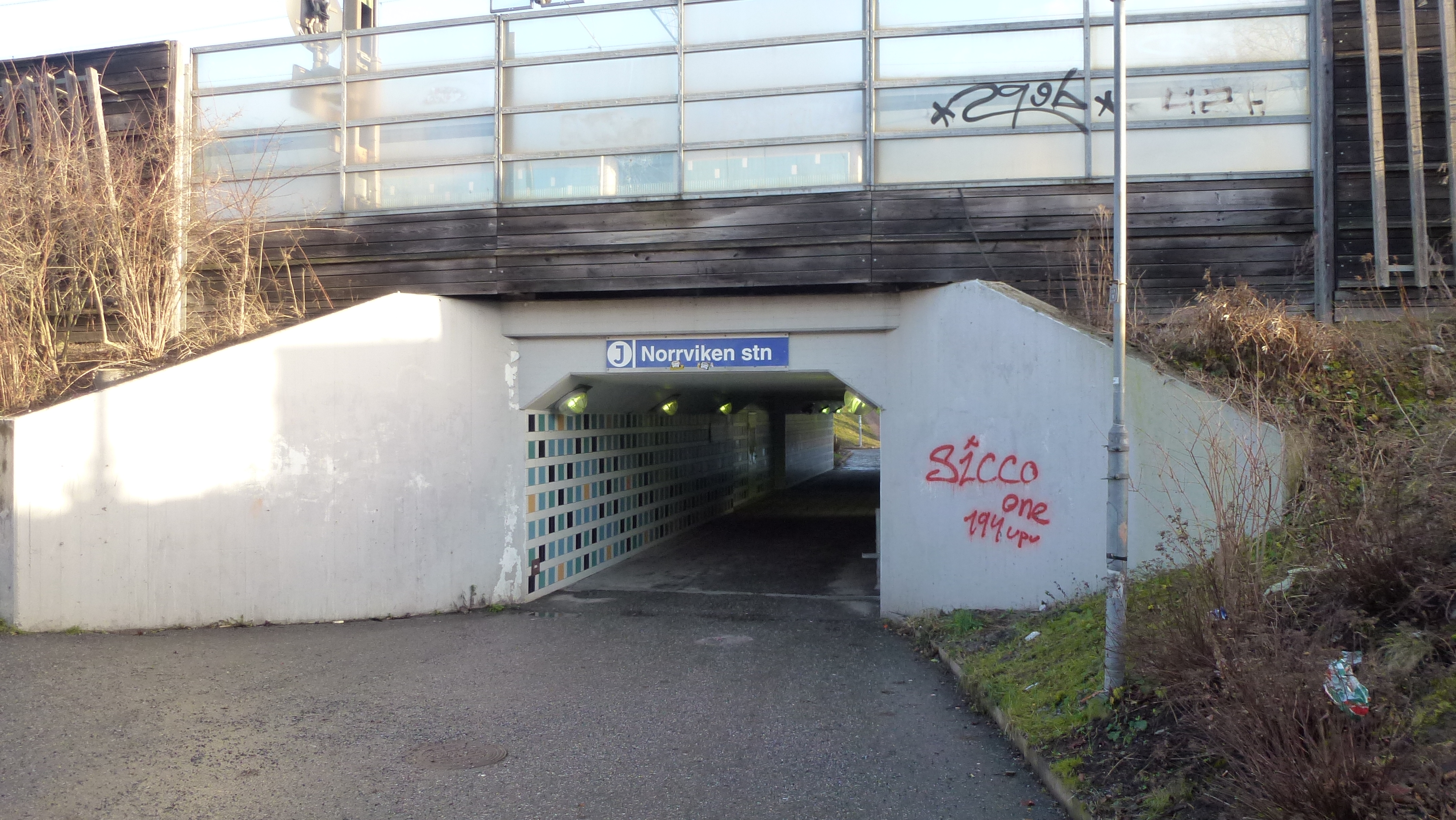
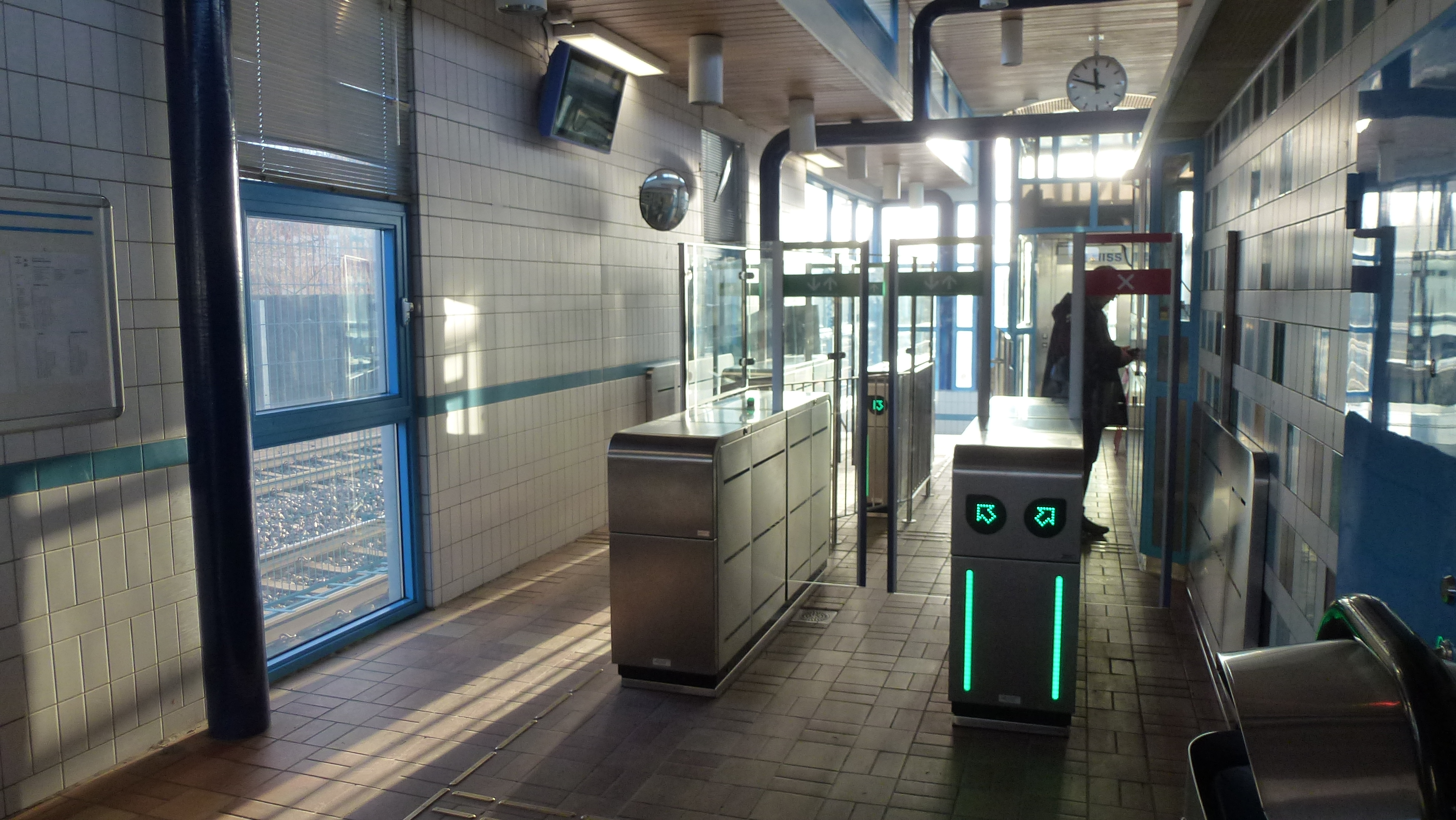

## Linie kolejowe
- Ostkustbanan